# Нови Двур Крулєвскі
Нови Двур Крулєвскі (пол. Nowy Dwór Królewski, нім. Königlich Neudorf) — село в Польщі, у гміні Папово-Біскупи Хелмінського повіту Куявсько-Поморського воєводства. Населення — 172 особи (2011).
Було засноване у часи середньовіччя[джерело?]. У селі є палац.
У 1975—1998 роках село належало до Торунського воєводства.

## Галерея

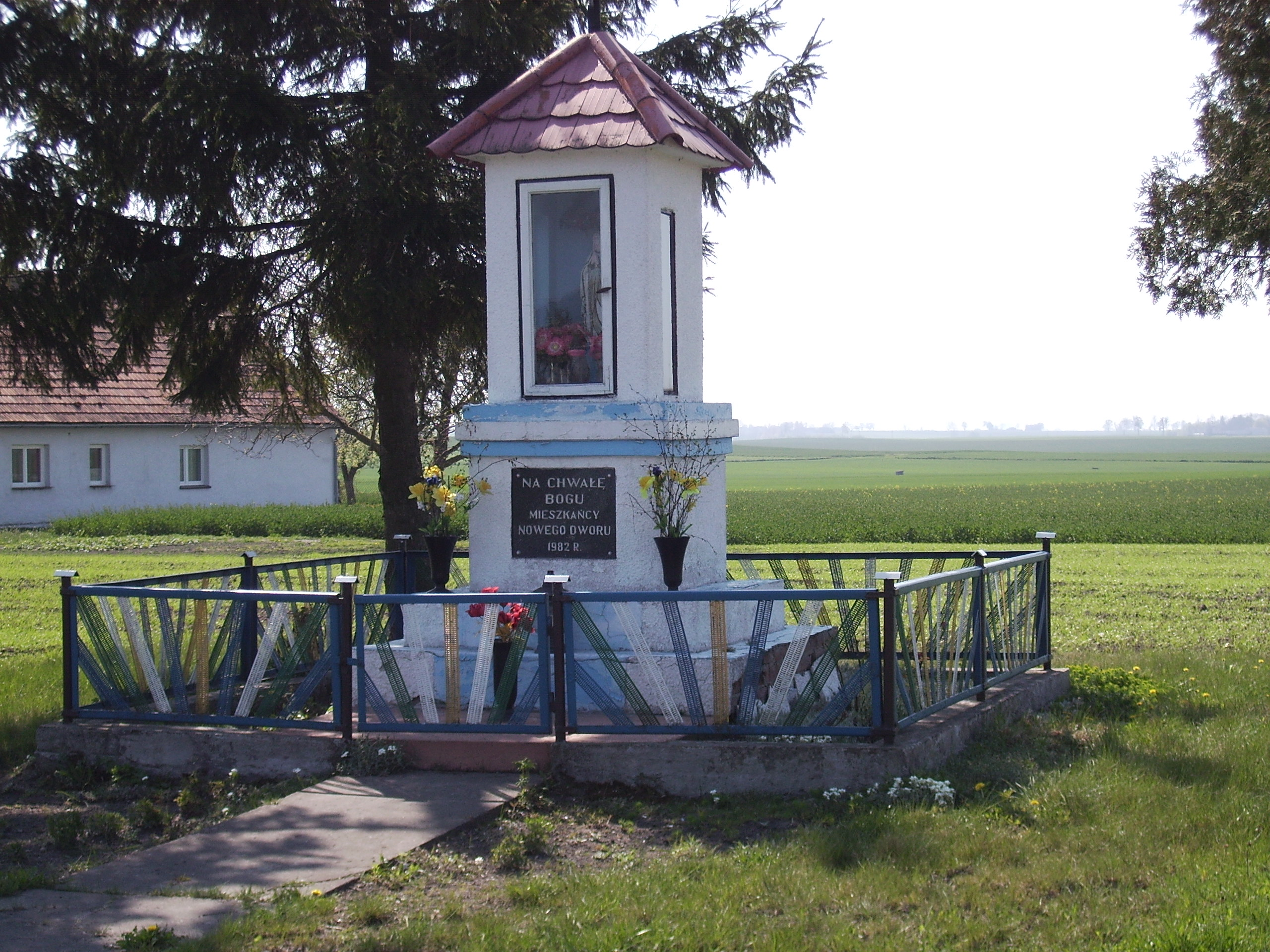
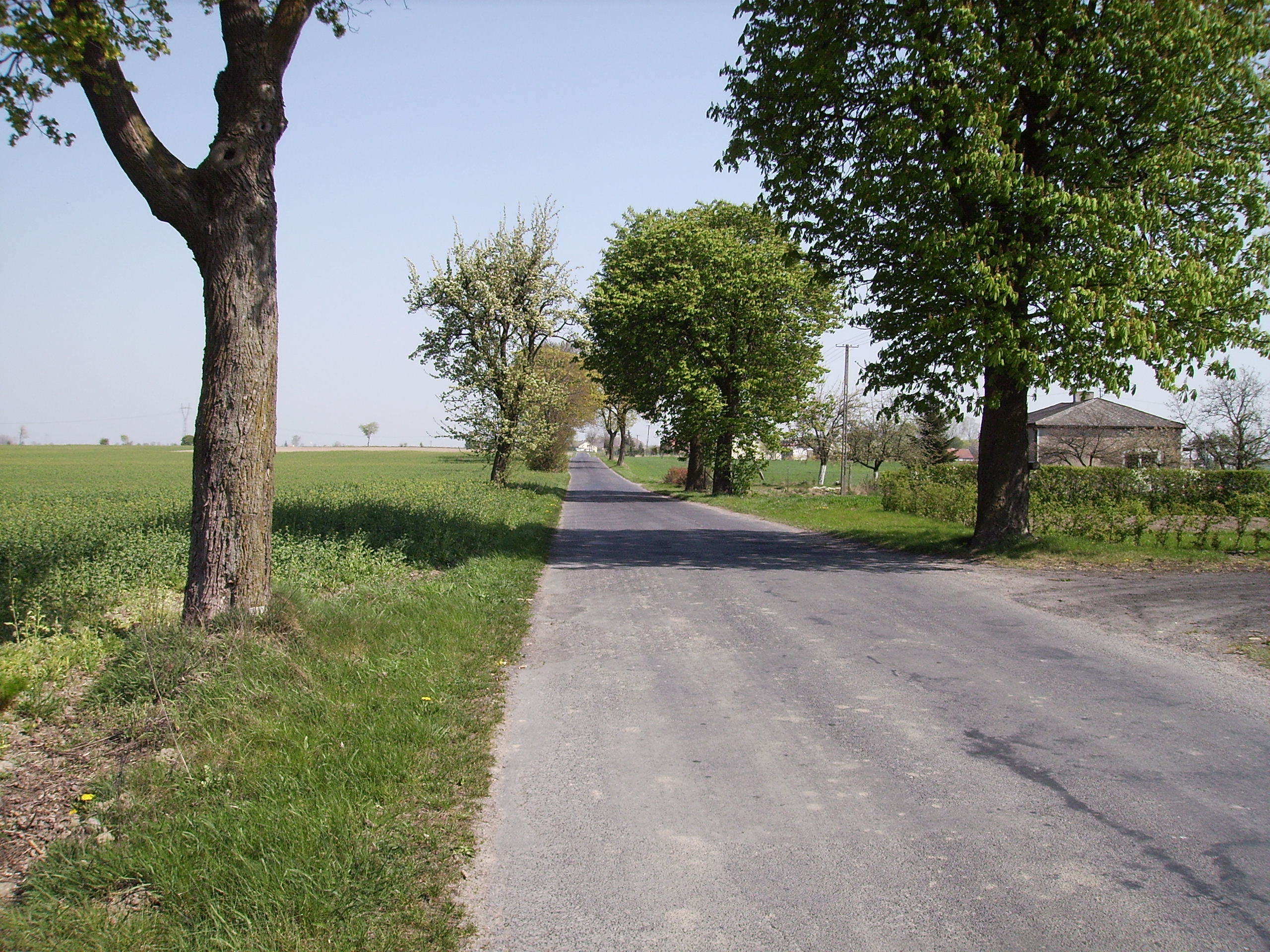

## Демографія
Демографічна структура станом на 31 березня 2011 року:
|          | Загалом | Допрацездатний вік | Працездатний вік | Постпрацездатний вік |
| -------- | ------- | ------------------ | ---------------- | -------------------- |
| Чоловіки | 86      | 12                 | 63               | 11                   |
| Жінки    | 86      | 17                 | 44               | 25                   |
| Разом    | 172     | 29                 | 107              | 36                   |